# Buada
Buada is een district in het Oceanische land Nauru. De oppervlakte is 2,6 km², er wonen ongeveer 700 mensen. In Buada is er maar één dorpje, Arenibek genaamd. Er is verder een meertje, Buadalagune genoemd. Er staat ook een kleine, protestantse kerk (de Buadakapel). Buada is het enige Nauruaanse district dat niet aan de Stille Oceaan ligt, maar geheel in het ‘binnenland’.
Tot 1968 was het opgebouwd uit 14 afzonderlijke dorpen.
Aiwo · Anabar · Anetan · Anibare · Baiti · Boe · Buada · Denigomodu · Ewa · Ijuw · Meneng · Nibok · Uaboe · Yaren